# Magliano Alfieri
Magliano Alfieri é uma comuna italiana da região do Piemonte, província de Cuneo, com cerca de 1.672 habitantes. Estende-se por uma área de 9 km², tendo uma densidade populacional de 186 hab/km². Faz fronteira com Castagnito, Castagnole delle Lanze (AT), Castellinaldo, Govone, Neive, Priocca.

## Demografia
| Variação demográfica do município entre 1861 e 2011                               |
|                                                                                   |
| Fonte: Istituto Nazionale di Statistica (ISTAT) - Elaboração gráfica da Wikipedia |